# Битка код Ад Децимума
Битка код Ад Децимума (Битка код Картагине) одиграла се 13. септембра 533. године између византијске војске предвођене великим византијским војсковођом Велизаром и Вандала под командом краља Гелимера. Ова битка је део Вандалског рата који је вођен 533. и 534. године и завршена је великом победом Велизарове војске. Победа у бици омогућила је Велизару да заузме Картагину без отпора.

## Увод
Велики византијски цар Јустинијан I настојао је да поново освоји некадашње територије Римског царства. Прва територија одређена за освајање било је Вандалско краљевство у северној Африци. Много штошта се десило од понижавајућег неуспеха којим је завршен Василисков поход против Гејсериха. Овај потоњи умро је 477. године остављајући своме краљевству устав којим је наследство престола одређивано законом пррворођеног, стављајући га, у овом погледу испред било које германске државе или чак и самог Римског царства, па је картагински престо у складу са тим припао Гејсериховом унуку, старијем и помало хомосексуално наклоњеном нежењи који се звао Хилдерих. Године 531. Хилдерихов даљи рођак Гелимер је, уз подршку већине вандалског племства преузео престо. Јустинијан му шаље писмо са захтевом да се Вандалско краљевство поново врати под византијске скуте. Гелимер му на то одговара да "нема пожељније ствари од оне да монарх треба да гледа своја посла“.
Јустинијана је Гелимерова увреда силно изједала и пошто га је један источни епископ обавестио да је сањао да је Свемогући обећао своју помоћ у светом рату против аријанских Вандала, даљи подстицаји нису били потребни. Велизар је добио наређења и средином лета 533. године цар је стајао на прозору терасе и посматрао одлазак војске. Она се састојала од 5.000 коњаника и 10.000 пешадинаца од којих су бар половина били варварски плаћеници, већином Хуни, али добар део Херула из Скандинавије.

## Припреме за битку
После кратког периода вандалске владавине, Сицилију је опет купио Одоакар који је за узврат имао да плаћа годишњи данак. Како је Остроготска краљевина још увек била пријатељ Византији, Катанија је представљала повољан положај са кога је Велизар своје бродовље могао да отисне у коначан напад, а да претходно прикупи што је могуће више података о непријатељу. Како би прикупили обавештења Прокопија су послали на југ у Сиракузу, где је он убрзо наишао на старог пријатеља из дечачких дана, човека чији су се робови пре само три дана вратили из Картагине. Обавештење које му је овај човек пружио било је више него повољно: Вандали нису ништа чули о бродовљу које се приближавало и недавно су, штавише, послали велики број својих војника да угуше једну побуну на Сардинији коју је, мада они то нису знали, покренуо Јустинијан лично. Кад је то чуо, Велизар је издао наређење да бродовље сместа заплови. После кратког заустављања на Малти, безбедно су стигли у северну Африку.

## Битка
Велизарова војска искрцала се на пешчаној плажи у месту које је данас познато као Рас Кабудија, најисточнијој тачки туниске обале, тамо где се она шири према мору између Суса и Сфакса. Одатле су и коњица и пешадија кренуле на север према Картагини, а бродовље их је пратило пловећи поред обале. Раздаљину од неких двестотинак километара Прокопије је оптимистички описао као "петодневно путовање за неоптерећеног путника", али Византинцима је, са свим њиховим пртљагом и опремом требало два пута толико и били су још код десеток миљоказа од престонице кад је, 13. септембра, ударила вандалска војска.
Кад су римски бродови уочени поред обале, Гелимер је делао хитро. Његово бродовље и део војске одиста су били на Сардинији, али је и даље имао довољан број људи под оружјем код куће и у време кад су се освајачи искрцали он је већ смислио план. Место које је одабрао за бој налазило се близу десеток миљоказа где је пут с југа улазио у уску долину. Сам напад требало је да буде трострук. Његов брат Амата напашће чело, његов синовац Гибамунд удариће на центар са западних брда, док ће он сам напасти зачеље. Био је то амбициозан план чији је успех зависио од прорачуна времена; на несрећу по Гелимера, затајила је веза између вандалских одреда. Амата је ударио прерано. Византинци, опоменути, спремно су га дочекали. У боју који је уследио вандалски принц био је убијен мада је пре тога побио неколико римских војника. Када је он пао, његове војнике издала је храброст па су многи побијени ту око њега, а остали су се разбежали.
Бочни напад био је исто тако неуспешан и далеко мање славан. Да се Гибамунд покренуо довољно брзо да помогне Амати, два принца су још могла да остваре победу. Уместо тога, он је оклевао, наредио је да се стане и почео је пажљиво да развија своје јединице у борбену линију. Он је то и даље чинио кад је Велизарова коњица напала. Били су то Хуни, гнусни, дивљи и немилосрдни. Вандали су бацили један поглед на хорду која им се приближавала и разбежали су се на све стране да спасавају живу главу. Све је тада зависило од самог Гелимера.
Гелимер је почео добро и некако је успео да одвоји Велизара и његове команданте од главног дела возантијске војске. Тог тренутка је, међутим, изненада наишао на братовљево тело и изгубио је вољу за борбом. Неко време је стајао непомичан и то све док леш није био однет са бојног поља и све док нису почеле припреме за његову прописну сахрану. Велизар је опет добио прилику за себе. Пошто се хитро прегруписао, напао је вандалску војску и растурио је и лево и десно. Битка је била завршена.
Браниоци су побегли, не према северу одакле су и дошли јер је тај пут већ држала римска војска, већ према западу, у пустињу Нумидије. Картагина је остала небрањена.

## Последице
Два дана након битке, 15. септембра, Велизар је званично ушао у град. Од првог дана када су ногом крочили у Африку, његови људи су имали строга наређења да поштују животе и власништво локалног становништва који су, упркос века проведеног под вандалском окупацијом остали римски грађани као и они сами. Није било шепурења, дрскости или надмености, није било ругања; све што је било узимано из радњи било је плаћано, сместа и у потпуности. Што се Велизара тиче, он је отишао у палату где је сео на престо вандалског краља и примио водеће грађане, а касније обедовао како доликује са својим војним заповедницима. Уживао је у јелима која су, како нас Прокопије извештава, била спремљена за Гелимера лично.